# Parque natural do Alvão
El Parque Natural do Alvão es un área protegida de Portugal, catalogada como parque nacional, y como Lugar de Interés Comunitario según la Red Natura 2000. El parque es de reducidas dimensiones y está situado entre los municipios de Mondim de Basto y Vila Real, en el norte del país. Fue creado en 1983 y se extiende por un área montañosa de 70 km².
La principal curiosidad geológica es una cascada denominada Las Fisgas de Ermelo.

## Historia
El parque fue creado el 8 de junio de 1983 en virtud del decreto-ley 237/83, como parque natural clasificado.
Para apoyar la conservación de la naturaleza, una resolución del Consejo de Ministros (142/97), de 28 de agosto de 1997, integró el Alvão en una zona más amplia de clasificación en los términos de la designación Natura 2000 de la Unión Europea: Sítio Alvão-Marão como (Sítio TCON0003 - Alvão-Marão). En virtud de este acuerdo, se incluyeron en el marco directivas comunitarias, como las relativas a las especies de aves (79/409/CEE, de 2 de abril) y a los hábitats (92/43/CEE, de 21 de mayo), con el fin de contribuir a la conservación de los hábitats y de sus respectivas especies de flora y fauna consideradas amenazadas en la Unión Europea.

## Fauna
Águila Real, Lobo ibérico, Gato montés, Halcón peregrino, entre otros.

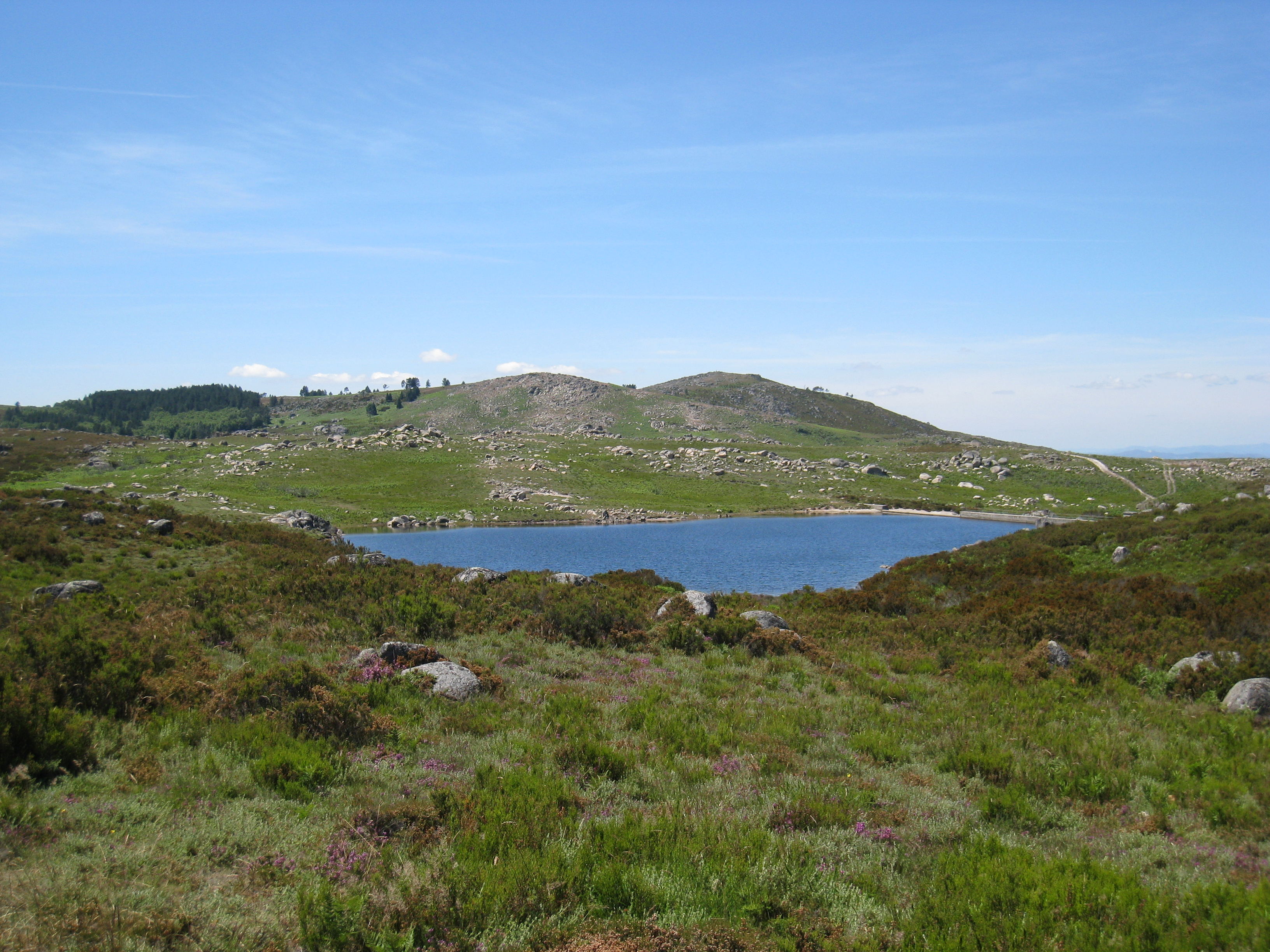
Cimeira
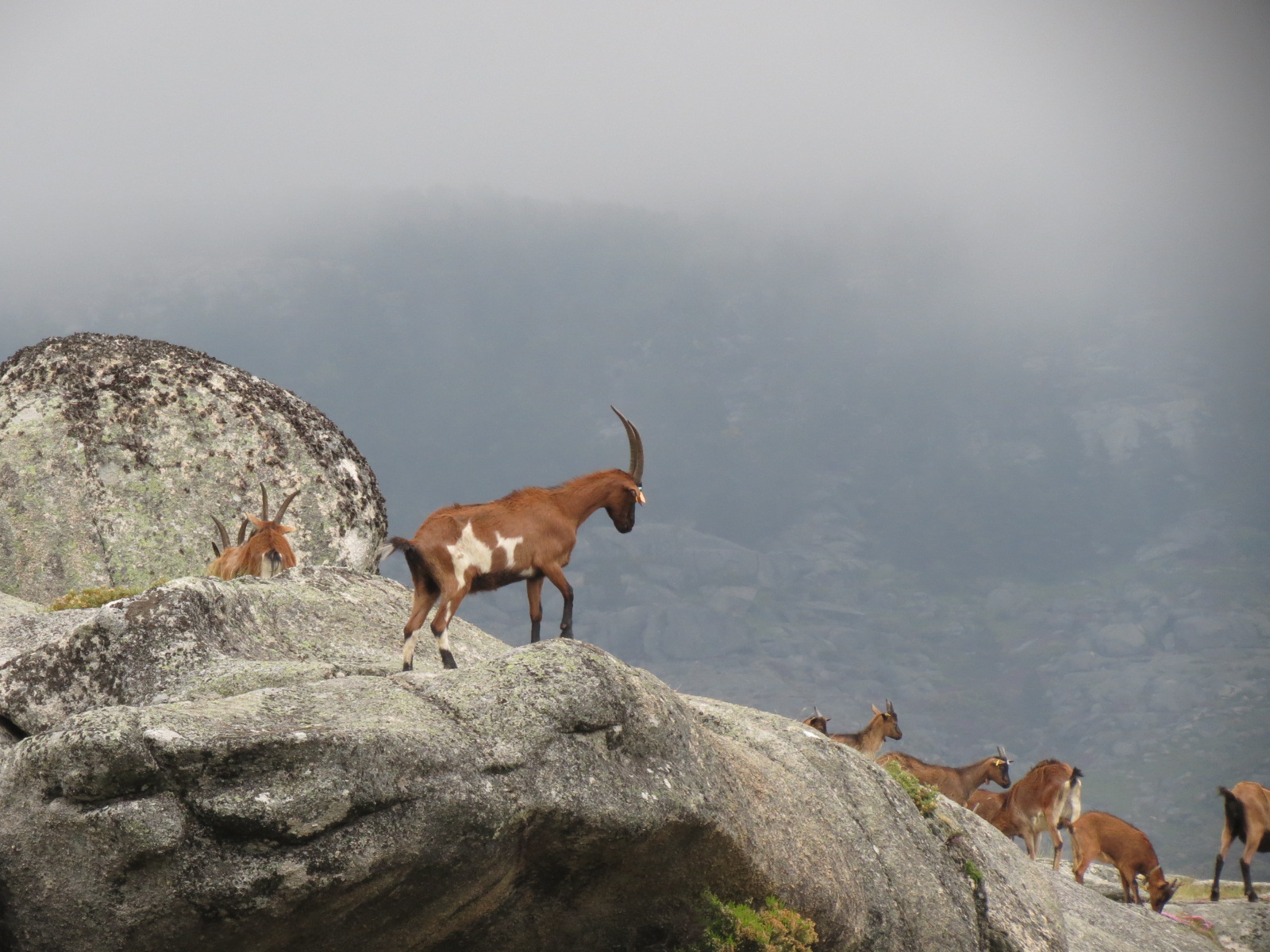
Cabras
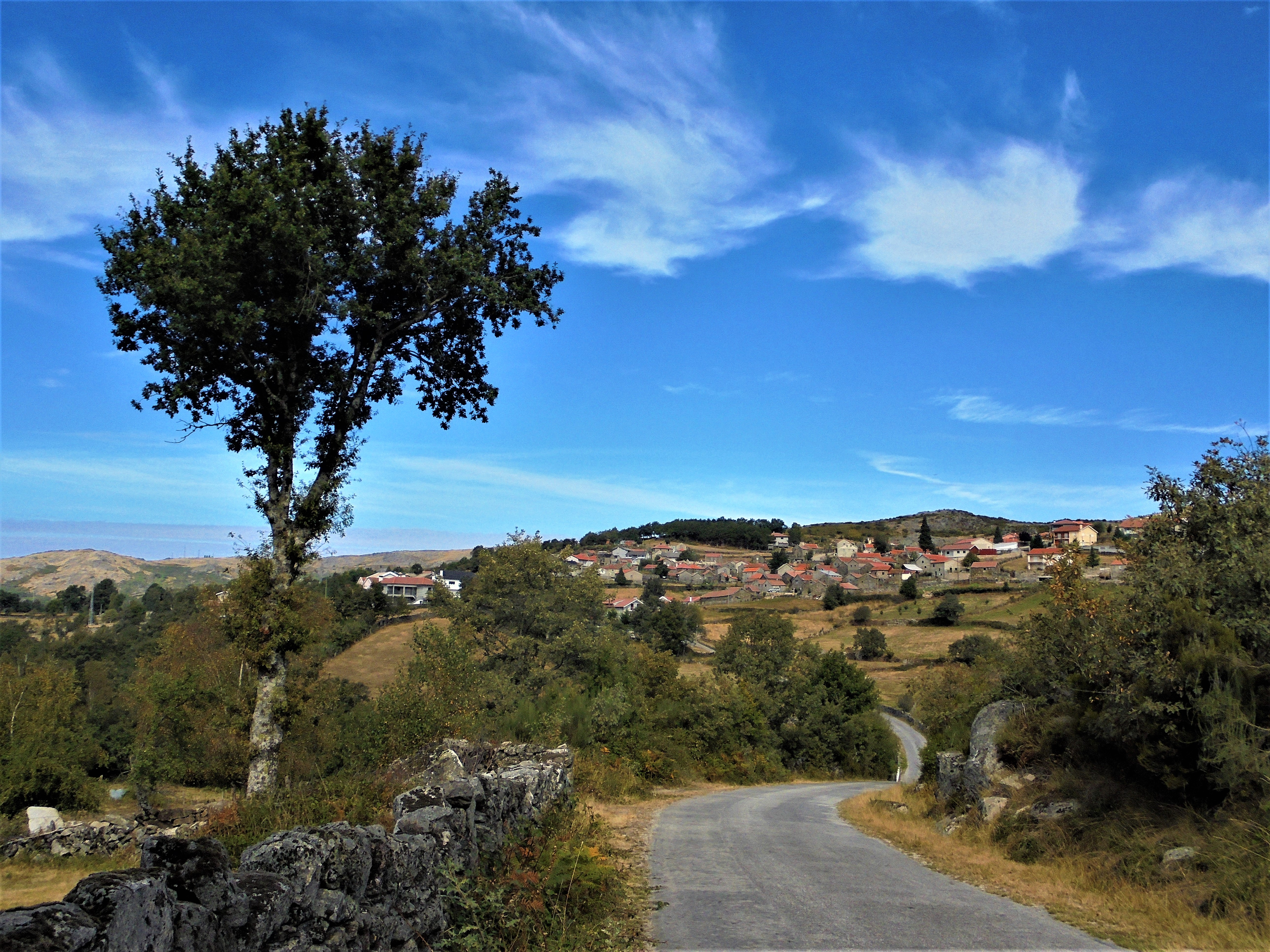
Lamas de Olo
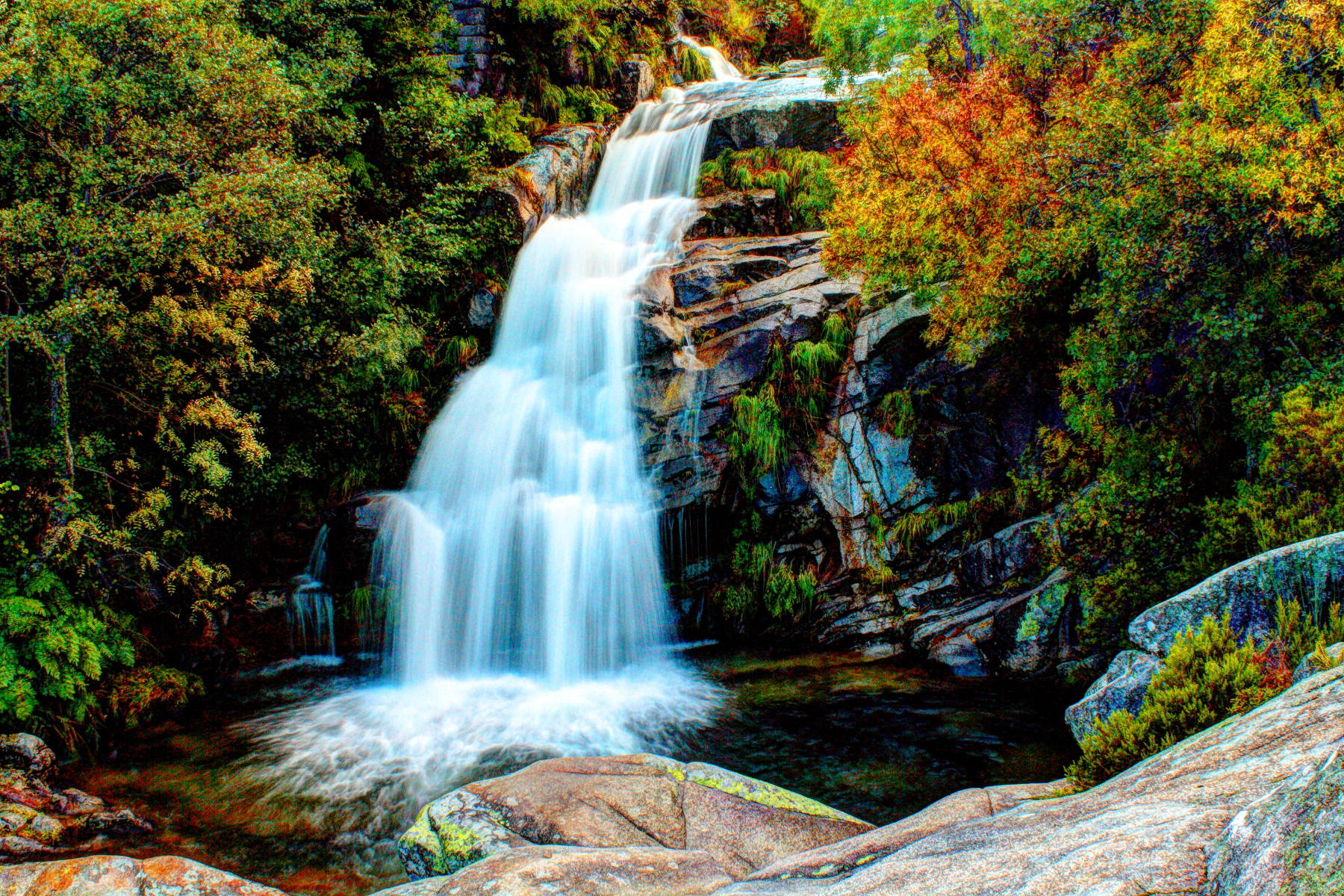
Cascada de Agarez
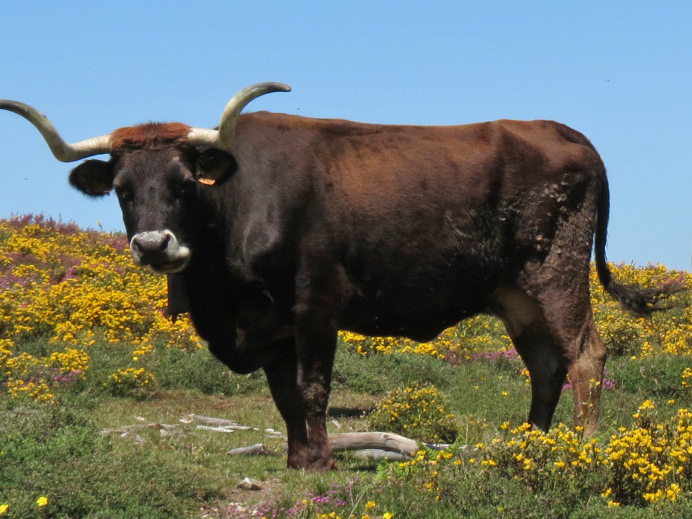
Ganado
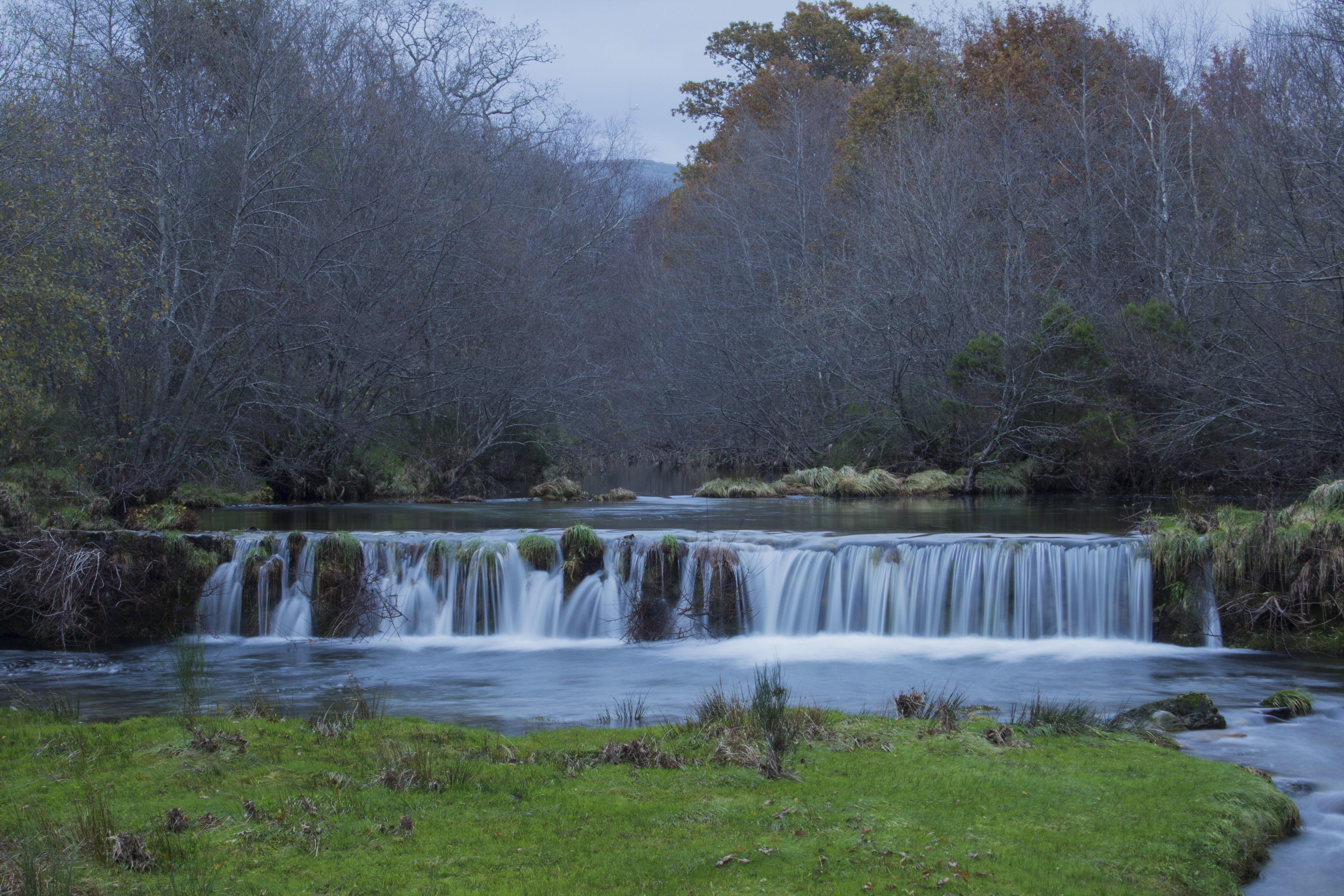
Río Olo